# Clystea dorsilineata
Clystea dorsilineata är en fjärilsart som beskrevs av George Francis Hampson 1898. Clystea dorsilineata ingår i släktet Clystea och familjen björnspinnare. Inga underarter finns listade i Catalogue of Life.